# بخش داریان
بخش داریان، یکی از بخش‌های شهرستان شیراز استان فارس ایران است. مرکز این بخش، شهر داریان است.

## تقسیمات کشوری
- بخش داریان
  - دهستان تربر
  - دهستان داریان

شهر: داریان

## جمعیت
بر پایه سرشماری عمومی نفوس و مسکن در سال ۱۳۹۵، جمعیت بخش داریان برابر با ۱۷٬۶۷۳ نفر بوده است.